# Nati il 22 ottobre
| Questa pagina contiene informazioni ricavate automaticamente dalle voci biografiche con l'ausilio del template Bio e di un bot. L'aggiornamento è periodico e automatico e ricostruisce completamente la pagina. Se manca una persona in questa lista, sei pregato di non aggiungerla, ma accertati piuttosto che la sua voce biografica contenga il template Bio e che i dati anagrafici siano correttamente compilati. Se il template Bio manca, inseriscilo tu stesso o, in alternativa, metti l'avviso {{tmp\|Bio}} che ne segnala la mancanza. Se i dati riportati sono sbagliati, correggi direttamente la voce biografica; le modifiche saranno visibili in questa lista entro pochi giorni. Per chiarimenti vedi il progetto biografie. La lista contiene solo le 1.060 persone che sono citate nell'enciclopedia e per le quali è stato implementato correttamente il template Bio. Pagina aggiornata al 17 ago 2025. |

## VII secolo(1)
- 700 - Villibaldo di Eichstätt, missionario, vescovo e santo inglese

## XI secolo(1)
- 1071 - Guglielmo IX d'Aquitania, trovatore, duca e conte//--> francese († 1127)

## XII secolo(2)
- 1120 - Lorenzo da Frazzanò, monaco cristiano e presbitero italiano († 1162)
- 1197 - Juntoku, imperatore giapponese († 1242)

## XV secolo(3)
- 1468 - Nunziato d'Antonio, pittore italiano († 1525)
- 1487 - Sigismondo Thun, nobile italiano († 1569)
- 1499 - Vincenzo Massilla, giurista e politico italiano († 1580)

## XVI secolo(10)
- 1511 - Erasmus Reinhold, astronomo e matematico tedesco († 1553)
- 1531 - Lorenzo Doni, pittore italiano
- 1558 - William Perkins, predicatore e teologo inglese († 1602)
- 1559 - Jacques Sirmond, gesuita francese († 1651)
- 1565 - Benedikt Carpzov il Vecchio, docente e giurista tedesco († 1624)
- 1582 - Francesco Piccolomini, gesuita italiano († 1651)
- 1583 - Laurens Reael, ammiraglio olandese († 1637)
- 1591 - Alfonso III d'Este, nobile e religioso italiano († 1644)
- 1592 - Gustav Horn, militare e politico svedese († 1657)
- 1593 - Giacomo II Malaspina, nobile italiano († 1663)

## XVII secolo(17)
- 1604 - Simon Le Moyne, gesuita francese († 1665)
- 1605 - Frédéric Maurice de La Tour d'Auvergne, nobile e generale francese († 1652)
- 1607 - Francesco Difnico, scrittore, storico e umanista dalmata († 1672)
- 1609 - Carlo di Gonzaga-Nevers, nobile († 1631)
- 1622 - Pieter Boel, pittore fiammingo († 1674)
- 1659 - Georg Ernst Stahl, medico, fisico e chimico tedesco († 1734)
- 1665 - Anastasija Petrovna Prozorovskaja, nobildonna russa († 1729)
- 1678 - Johann Philipp Harrach, generale e diplomatico austriaco († 1764)
- 1686 - Niccolò Gianpriamo, gesuita, missionario e astronomo italiano († 1759)
- 1686 - Georg Balthasar Schott, compositore e organista tedesco († 1736)
- 1687 - Antonio Ulrico di Sassonia-Meiningen, nobile tedesco († 1763)
- 1689 - Giovanni V del Portogallo, sovrano portoghese († 1750)
- 1693 - Thomas Fairfax, VI lord Fairfax di Cameron, militare britannico († 1781)
- 1695 - Francesco Antonio Cavalcanti, arcivescovo cattolico italiano († 1748)
- 1696 - Nicola Perrelli, cardinale italiano († 1772)
- 1698 - Nicola Bonifacio Logroscino, compositore italiano
- 1699 - Giovanni Battista Mazzoleni, scultore italiano († 1769)

## XVIII secolo(43)
- 1701 - Maria Amalia d'Asburgo († 1756)
- 1702 - Frédéric Maurice Casimir de La Tour d'Auvergne, nobile francese († 1723)
- 1708 - Frederic Louis Norden, ufficiale e esploratore danese († 1742)
- 1708 - Luigi Günther II di Schwarzburg-Rudolstadt, nobile tedesco († 1790)
- 1710 - Anne-Marie du Boccage, scrittrice, poetessa e drammaturga francese († 1802)
- 1715 - Ekaterina Andreevna Ušakova, nobildonna russa († 1779)
- 1716 - Maria Gabriella Felicita di Schleswig-Holstein-Sonderburg-Wiesenburg, nobildonna tedesca († 1798)
- 1722 - Giovanni Lercari, arcivescovo cattolico italiano († 1802)
- 1723 - Giovanni Battista Guadagnini, teologo italiano († 1807)
- 1729 - Johann Reinhold Forster, pastore protestante e naturalista tedesco († 1798)
- 1732 - Anton Brugmans, fisico olandese († 1789)
- 1737 - Vincenzo Manfredini, compositore e clavicembalista italiano († 1799)
- 1750 - Louis-Siffrein-Joseph de Salamon, vescovo cattolico e diplomatico francese († 1829)
- 1751 - Nathanael Gottfried Leske, entomologo e geologo tedesco († 1786)
- 1752 - Ambrogio Minoja, compositore e clavicembalista italiano († 1825)
- 1754 - Matthias Ogden, politico statunitense († 1792)
- 1755 - Bernard Molitor, ebanista francese († 1833)
- 1756 - Samuel Alken, incisore inglese († 1815)
- 1759 - Louise d'Aumont, nobile francese († 1826)
- 1760 - Costanzo Angelini, pittore, incisore e letterato italiano († 1853)
- 1761 - Antoine Barnave, politico e oratore francese († 1793)
- 1763 - Ferdinando Federico Augusto di Württemberg, militare († 1834)
- 1765 - Carl Friedrich Kielmeyer, biologo e naturalista tedesco († 1844)
- 1765 - Daniel Steibelt, pianista e compositore tedesco († 1823)
- 1766 - David B. Mitchell, politico statunitense († 1837)
- 1770 - Federico Guglielmo di Solms-Braunfels, generale prussiano († 1814)
- 1772 - Ettore Romagnoli, compositore italiano († 1838)
- 1774 - Orazio de Attellis, rivoluzionario, patriota e giornalista italiano († 1850)
- 1778 - Javier de Burgos, politico, giornalista e drammaturgo spagnolo († 1848)
- 1779 - Michelangelo Lanci, orientalista italiano († 1867)
- 1780 - John Forsyth, politico statunitense († 1841)
- 1781 - Luigi Giuseppe di Borbone-Francia, nobile francese († 1789)
- 1783 - Constantine Samuel Rafinesque-Schmaltz, biologo e archeologo statunitense († 1840)
- 1786 - Giuseppe Zacco, pittore italiano († 1834)
- 1787 - Raffaele Liberatore, storico e filologo italiano († 1843)
- 1787 - Johann Mayrhofer, poeta e librettista austriaco († 1836)
- 1788 - Benedetto Colonna Barberini di Sciarra, cardinale italiano († 1863)
- 1794 - Agostino Cottolengo, pittore italiano († 1853)
- 1795 - Pietro Gioja, avvocato, politico e patriota italiano († 1865)
- 1796 - Achille Etna Michallon, pittore francese († 1822)
- 1796 - Defendente Sacchi, giornalista, filosofo e scrittore italiano († 1840)
- 1798 - Giacomo Maria Paci, fisico italiano († 1853)
- 1800 - Christian Lassen, orientalista norvegese († 1876)

## XIX secolo(167)
- 1801 - Vladimir Ivanovič Dal', linguista e medico russo († 1872)
- 1801 - Carl Jakob Sundevall, zoologo, ornitologo e aracnologo svedese († 1875)
- 1804 - Girolamo Verzeri, vescovo cattolico italiano († 1883)
- 1807 - Magnus Huss, medico svedese († 1890)
- 1808 - Henri Maus, ingegnere belga († 1893)
- 1809 - August Carl Joseph Corda, botanico ceco († 1849)
- 1809 - Barthélémy Louis Joseph Lebrun, militare francese († 1889)
- 1809 - Antonio Lubin, letterato italiano († 1900)
- 1809 - Federico Ricci, compositore italiano († 1877)
- 1810 - Nicola Ivanoff, tenore italiano († 1880)
- 1811 - Franz Liszt, compositore, pianista e direttore d'orchestra ungherese († 1886)
- 1812 - Luigi Carlo Farini, medico, storico e politico italiano († 1866)
- 1814 - Auguste Clésinger, scultore e pittore francese († 1883)
- 1816 - Konstantin Konstantinovič Benckendorff, generale e diplomatico russo († 1858)
- 1816 - Onorato Rey di Villarey, generale italiano († 1866)
- 1817 - Alexander Wheelock Thayer, giornalista e musicologo statunitense († 1897)
- 1818 - Charles Marie René Leconte de Lisle, poeta, traduttore e critico letterario francese († 1894)
- 1819 - Giovanni Toselli, attore teatrale italiano († 1886)
- 1822 - Ettore Celi, botanico e agronomo italiano († 1880)
- 1822 - Luigi Pastro, patriota e politico italiano († 1915)
- 1823 - Davide Andreotti, politico italiano († 1886)
- 1825 - Friedrich von Schmidt, architetto austriaco († 1891)
- 1826 - Pietro Amat di San Filippo, geografo, storico e bibliografo italiano († 1895)
- 1826 - Guglielmo Quarenghi, compositore e violoncellista italiano († 1882)
- 1827 - Philippe La Beaume de Bourgoing, politico francese († 1882)
- 1828 - Giovanni Rizzi, poeta italiano († 1889)
- 1828 - Antonio Tosi, patriota italiano († 1906)
- 1829 - George Gordon-Lennox, politico inglese († 1877)
- 1830 - Jules Isaïe Benoit, fotografo canadese († 1865)
- 1832 - Matias de Carvalho y Vasconcelos, scrittore portoghese († 1910)
- 1832 - Leopold Damrosch, compositore, direttore d'orchestra e violinista tedesco († 1885)
- 1832 - Robert Eitner, musicologo tedesco († 1905)
- 1833 - James Albert Gary, politico statunitense († 1920)
- 1833 - Florestina di Monaco, principessa monegasca († 1897)
- 1834 - Ferdinand Bonaventura Kinsky von Wchinitz und Tettau, nobile austriaco († 1904)
- 1839 - Gustave Borgnis-Desbordes, militare francese († 1900)
- 1842 - Annie Louise Cary, contralto statunitense († 1921)
- 1843 - Moshe Leib Lilienblum, letterato e scrittore russo († 1910)
- 1843 - Hugh Seymour, VI marchese di Hertford, politico e ufficiale inglese († 1912)
- 1844 - Sarah Bernhardt, attrice francese († 1923)
- 1844 - Paul Boeswillwald, architetto, storico dell'arte e restauratore francese († 1931)
- 1844 - Louis Riel, politico canadese († 1885)
- 1845 - Albert Cim, romanziere e bibliografo francese († 1924)
- 1845 - Pratap Singh, indiano († 1922)
- 1846 - Felix Jacob Marchand, patologo tedesco († 1928)
- 1846 - Ugo Pesci, giornalista italiano († 1908)
- 1847 - Koos de la Rey, generale e politico sudafricano († 1914)
- 1849 - Eugène Hénard, architetto e urbanista francese († 1923)
- 1849 - Giulio Tadolini, scultore italiano († 1918)
- 1853 - Carlo Rosaspina, attore teatrale italiano († 1929)
- 1854 - Edouard de Laveleye, ingegnere, imprenditore e scrittore belga († 1938)
- 1854 - Jean Résal, ingegnere francese († 1919)
- 1854 - Frank Watt, allenatore di calcio e arbitro di calcio scozzese († 1932)
- 1856 - Carlo Albanesi, pianista e compositore italiano († 1926)
- 1856 - Dominique Gardères, cavaliere francese
- 1857 - Michael Pedersen Friis, politico danese († 1944)
- 1858 - Augusta Vittoria di Schleswig-Holstein-Sonderburg-Augustenburg, imperatrice tedesca († 1921)
- 1858 - Lepido Rocco, educatore e storico italiano († 1953)
- 1859 - Karl Muck, direttore d'orchestra tedesco († 1940)
- 1859 - Ludovico Ferdinando di Baviera, nobile tedesco († 1949)
- 1860 - Charles Amable Lenoir, pittore francese († 1926)
- 1860 - Julius Paulsen, pittore danese († 1940)
- 1860 - Horacio Vásquez, politico dominicano († 1936)
- 1862 - Salvador Abril y Blasco, pittore spagnolo († 1924)
- 1862 - Norman Staunton Dike, politico, avvocato e giudice statunitense († 1953)
- 1863 - Adamo Boari, architetto e ingegnere italiano († 1928)
- 1863 - Francesco Mancini Ardizzone, pittore italiano († 1948)
- 1863 - Francesco Paleari, presbitero e predicatore italiano († 1939)
- 1864 - Eugène Laermans, pittore belga († 1940)
- 1864 - Virginio Muzio, architetto italiano († 1904)
- 1865 - Raymond Hitchcock, attore statunitense († 1929)
- 1865 - Paul Raud, pittore estone († 1930)
- 1866 - E. Phillips Oppenheim, scrittore inglese († 1946)
- 1867 - Ettore Moschino, giornalista, scrittore e poeta italiano († 1941)
- 1868 - Antonio Cappelli, presbitero, storico e bibliotecario italiano († 1939)
- 1868 - Lillian Hayward, attrice statunitense († 1947)
- 1868 - Arthur Lord, golfista statunitense († 1960)
- 1869 - Josef Ettlinger, filologo, critico letterario e traduttore tedesco († 1912)
- 1869 - August Gaul, scultore tedesco († 1921)
- 1869 - Oskar Hergt, politico e avvocato tedesco († 1967)
- 1869 - Filipp Andreevič Maljavin, pittore russo († 1940)
- 1869 - Otto Rippert, regista e attore tedesco († 1940)
- 1870 - Ivan Alekseevič Bunin, scrittore e poeta russo († 1953)
- 1870 - Alfred Douglas, poeta, scrittore e traduttore britannico († 1945)
- 1870 - Fiorello Giraud, tenore italiano († 1928)
- 1870 - Johan Ludwig Mowinckel, politico norvegese († 1943)
- 1872 - Alessio Ascalesi, cardinale e arcivescovo cattolico italiano († 1952)
- 1872 - Estácio Coimbra, giurista e politico brasiliano († 1937)
- 1874 - Alexandros Merkati, golfista greco († 1947)
- 1875 - Rose Dione, attrice francese († 1936)
- 1876 - Karl Adam, teologo tedesco († 1966)
- 1876 - Róża Czacka, religiosa polacca († 1961)
- 1876 - Giuseppe Alessandro Favaro, matematico e astronomo italiano († 1961)
- 1876 - Cecilia Loftus, attrice, cantante e mimo britannica († 1943)
- 1876 - Federico Morassutti, imprenditore italiano († 1954)
- 1876 - Nathaniel Semple, tennista statunitense († 1913)
- 1877 - Fritz Alberti, attore e doppiatore tedesco († 1954)
- 1877 - Frederick Twort, batteriologo inglese († 1950)
- 1878 - Carl Otto Czeschka, illustratore austriaco († 1960)
- 1878 - Francisco dos Santos, scultore, pittore e calciatore portoghese († 1930)
- 1879 - Camillo Castiglioni, imprenditore e banchiere austriaco († 1957)
- 1879 - José Giral, politico e chimico spagnolo († 1962)
- 1879 - Dino Perrone Compagni, prefetto e politico italiano († 1950)
- 1880 - Charles Buchwald, calciatore danese († 1951)
- 1880 - Joe Carr, dirigente sportivo statunitense († 1939)
- 1881 - Clinton Joseph Davisson, fisico statunitense († 1958)
- 1882 - Edmund Dulac, disegnatore e illustratore francese († 1953)
- 1882 - René Fenouillière, calciatore francese († 1916)
- 1882 - Géza Kiss, nuotatore ungherese († 1952)
- 1882 - Frederick Albert Mitchell-Hedges, avventuriero e scrittore inglese († 1959)
- 1882 - Newell Convers Wyeth, illustratore e pittore statunitense († 1945)
- 1883 - Aldo Bertolani, medico italiano († 1961)
- 1883 - Joseph Brummer, mercante d'arte, collezionista d'arte e scultore ungherese († 1947)
- 1883 - Adol'f Abramovič Ioffe, rivoluzionario, politico e diplomatico sovietico († 1927)
- 1883 - Viktor Jacobi, compositore ungherese († 1921)
- 1883 - Heinrich Kostrba, aviatore austro-ungarico († 1926)
- 1883 - Francesco Vercelli, fisico e matematico italiano († 1952)
- 1884 - Frank Schell, canottiere statunitense († 1959)
- 1885 - Gilberto Govi, attore italiano († 1966)
- 1885 - Giovanni Martinelli, tenore italiano († 1969)
- 1886 - Enif Angiolini, attrice teatrale e scrittrice italiana († 1974)
- 1886 - George Dockrell, nuotatore britannico († 1924)
- 1886 - Oscar Griswold, generale statunitense († 1959)
- 1886 - Josef Meissner, allenatore di calcio cecoslovacco († 1940)
- 1887 - Attilio Depoli, politico e storico italiano († 1963)
- 1887 - John Reed, giornalista e attivista statunitense († 1920)
- 1887 - Hamilton Smith, sceneggiatore e regista statunitense († 1941)
- 1887 - Francesco Maria Taliani de Marchio, diplomatico italiano († 1968)
- 1888 - Bonaventura Barattelli, compositore e pianista italiano († 1933)
- 1888 - Gabriel Cochet, generale francese († 1973)
- 1888 - Luigi Corazzin, politico italiano († 1946)
- 1888 - György Kőszegi, allenatore di calcio e calciatore ungherese († 1961)
- 1888 - Andrej Suvorov, calciatore russo († 1917)
- 1889 - John L. Balderston, commediografo e scrittore statunitense († 1954)
- 1889 - Arnaud Dornon, ammiraglio francese († 1977)
- 1889 - Leone Morandini, stuccatore italiano († 1971)
- 1890 - Ruggero Nuti, archivista e storico italiano († 1956)
- 1890 - Arthur Rudd, calciatore statunitense († 1968)
- 1891 - Parker Fennelly, attore statunitense († 1988)
- 1891 - Harry King Goode, aviatore britannico († 1942)
- 1891 - James Reynolds, scrittore, pittore e illustratore statunitense († 1957)
- 1892 - Colombo Corneli, politico italiano († 1971)
- 1893 - Luis Otero, calciatore spagnolo († 1955)
- 1893 - Laurance Safford, crittografo statunitense († 1973)
- 1893 - Charles Spinasse, politico francese († 1979)
- 1893 - Domenico Spoleti, politico italiano († 1962)
- 1894 - Méi Lánfāng, attore teatrale cinese († 1961)
- 1894 - Fidia Palla, disegnatore, pittore e scultore italiano († 1944)
- 1895 - John Beckman, cestista statunitense († 1968)
- 1895 - Rolf Nevanlinna, matematico finlandese († 1980)
- 1896 - Michail Semënovič Chozin, generale sovietico († 1979)
- 1896 - Georg Koßmala, generale tedesco († 1945)
- 1896 - José Leitão de Barros, regista, sceneggiatore e montatore portoghese († 1967)
- 1896 - Italia Marchesini, attrice italiana († 1972)
- 1897 - Ettore Boiardi, imprenditore italiano († 1985)
- 1897 - Kenneth Barbour Montgomery, aviatore inglese († 1965)
- 1897 - Giuseppe Renzi, militare italiano († 1937)
- 1897 - Nicola Russo, generale italiano († 1959)
- 1898 - Vivian Gibson, attrice britannica († 1981)
- 1898 - Giacomo Mura, calciatore italiano († 1956)
- 1898 - Renato Nigiotti, allenatore di calcio e calciatore italiano († 1949)
- 1898 - Johann von Gardner, vescovo ortodosso, musicologo e critico musicale russo († 1984)
- 1898 - Bedřich Šupčík, ginnasta cecoslovacco († 1957)
- 1899 - Nikolaj Ivanovič Bogoljubov, attore sovietico († 1980)
- 1899 - Arrigo Cajumi, giornalista, scrittore e critico letterario italiano († 1955)
- 1900 - James Hall, attore statunitense († 1940)
- 1900 - Edward Stettinius, politico statunitense († 1949)

## XX secolo(797)
- 1901 - Lorenzo Biasutti, politico italiano († 1995)
- 1901 - Wijeyananda Dahanayake, politico singalese († 1997)
- 1901 - Aldo Fascetti, avvocato e politico italiano († 1960)
- 1902 - Emilio Daniele, violinista, paroliere e compositore italiano († 1970)
- 1902 - Frej Liewendahl, mezzofondista finlandese († 1966)
- 1903 - George Wells Beadle, biologo statunitense († 1989)
- 1903 - Curly Howard, attore e comico statunitense († 1952)
- 1904 - Constance Bennett, attrice statunitense († 1965)
- 1904 - Saúl Calandra, calciatore argentino († 1973)
- 1904 - Fedele Cova, ingegnere italiano († 1987)
- 1904 - Hazel Keener, attrice statunitense († 1979)
- 1904 - Corinto Miliotti, calciatore italiano († 1949)
- 1904 - Duncan Stewart, politico britannico († 1949)
- 1905 - Manuel Ferreira, calciatore argentino († 1983)
- 1905 - Karl Guthe Jansky, fisico statunitense († 1950)
- 1905 - Gladys McConnell, attrice statunitense († 1979)
- 1905 - Jean Rougeul, attore, regista e critico cinematografico francese († 1978)
- 1905 - Albert Edward Whitford, astronomo statunitense († 2002)
- 1906 - Lorenzo Bezzi, militare italiano († 1940)
- 1906 - Roberts Blūmentāls, calciatore lettone († 1977)
- 1906 - Fritz Cremer, scultore e grafico tedesco († 1993)
- 1906 - Italo D'Eramo, militare italiano († 1943)
- 1906 - Marcel Ichac, alpinista, giornalista e regista francese († 1994)
- 1906 - Sidney Kingsley, drammaturgo statunitense († 1995)
- 1906 - Luigi Socini Guelfi, politico italiano († 2008)
- 1907 - Alberto Albertini, calciatore italiano († 1998)
- 1907 - Nina Artuffo, attrice e cantante italiana († 1956)
- 1907 - Jimmie Foxx, giocatore di baseball statunitense († 1967)
- 1907 - Vince Dundee, pugile statunitense († 1949)
- 1907 - Ernesto Molghera, calciatore italiano
- 1907 - Emilie Schindler, filantropa tedesca († 2001)
- 1908 - José Escobar Saliente, fumettista spagnolo († 1994)
- 1908 - Emanuel von und zu Liechtenstein, principe liechtensteinese († 1987)
- 1908 - Helmut Schäfer, sollevatore tedesco († 1994)
- 1908 - John Zaremba, attore statunitense († 1986)
- 1909 - Vittorio Mallozzi, operaio, antifascista e partigiano italiano († 1944)
- 1909 - Germaine Montero, attrice e cantante francese († 2000)
- 1910 - Egone Jakin, velista italiano († 1953)
- 1910 - Luigi Olasi, calciatore italiano
- 1910 - Juvenal Santillo, calciatore brasiliano
- 1911 - Dagoberto Azzari, generale italiano († 2006)
- 1911 - Kristina Brenk, scrittrice, drammaturga e traduttrice slovena († 2009)
- 1911 - Ettore Casarotti, attore italiano
- 1911 - Eugenio Gatto, avvocato, politico e partigiano italiano († 1981)
- 1911 - Leonhard Kass, calciatore estone († 1985)
- 1911 - Eldean Steuart, attrice statunitense († 1984)
- 1911 - Joseph Vergos, militare francese († 1940)
- 1911 - Edmond Weiskopf, calciatore francese († 1996)
- 1912 - Emilio Bianchi, militare italiano († 2015)
- 1912 - Harry Callahan, fotografo statunitense († 1999)
- 1912 - Frances Drake, attrice statunitense († 2000)
- 1912 - Philip H. Lathrop, direttore della fotografia statunitense († 1995)
- 1912 - Fernando Malvezzi, militare e aviatore italiano († 2003)
- 1912 - Maurizio Marini, calciatore e dirigente sportivo italiano († 1988)
- 1912 - Esther Réthy, soprano ungherese († 2004)
- 1913 - Robert Capa, fotografo ungherese († 1954)
- 1913 - Boots Mallory, attrice statunitense († 1958)
- 1913 - Annette Rogers, velocista e altista statunitense († 2006)
- 1913 - Dionis Sakalak, cestista turco
- 1913 - Hans-Peter Tschudi, politico svizzero († 2002)
- 1913 - Karl Wahlmüller, calciatore austriaco († 1944)
- 1913 - Bảo Đại, imperatore e politico vietnamita († 1997)
- 1914 - William F. Claxton, regista televisivo statunitense († 1996)
- 1914 - Francesco Concetti, politico italiano († 1984)
- 1914 - Enzio Malatesta, giornalista e partigiano italiano († 1944)
- 1914 - André Neher, teologo e filosofo israeliano († 1988)
- 1915 - Jules Bigot, calciatore e allenatore di calcio francese († 2007)
- 1915 - Jean Despeaux, pugile francese († 1989)
- 1915 - Jack Lummus, militare statunitense († 1945)
- 1915 - Charles Tannen, attore statunitense († 1980)
- 1916 - Ettore Allegri, calciatore italiano († 2010)
- 1916 - Harry Brophy, allenatore di calcio e calciatore inglese († 1996)
- 1916 - Michael Fitzalan-Howard, generale britannico († 2007)
- 1916 - Julian B. Rotter, psicologo statunitense († 2014)
- 1916 - Marina Torlonia di Civitella-Cesi, nobile italiana († 1960)
- 1917 - Joan Fontaine, attrice britannica († 2013)
- 1917 - Mario Spallone, medico e politico italiano († 2013)
- 1917 - Johnnie Tolan, pilota automobilistico statunitense († 1986)
- 1918 - Antonio Bevilacqua, ciclista su strada e pistard italiano († 1972)
- 1918 - Eleazar Meletinskij, filologo e storico della letteratura russo († 2005)
- 1918 - René de Obaldia, drammaturgo e poeta francese († 2022)
- 1919 - Antonio De Vito, avvocato e politico italiano († 2006)
- 1919 - Raymond Herbaux, sollevatore francese († 1989)
- 1919 - Vincent Hložník, pittore, grafico e illustratore slovacco († 1997)
- 1919 - Doris Lessing, scrittrice britannica († 2013)
- 1920 - Giorgio Da Costa, allenatore di calcio e calciatore italiano († 2009)
- 1920 - Mitzi Green, attrice statunitense († 1969)
- 1920 - Janet Jagan, politica guyanese († 2009)
- 1920 - Timothy Leary, scrittore, psicologo e attore statunitense († 1996)
- 1920 - Paul Makler, schermidore statunitense († 2022)
- 1920 - Harry Potts, calciatore e allenatore di calcio inglese († 1996)
- 1920 - Augusto da Costa, calciatore brasiliano († 2004)
- 1921 - Franco Bagna, militare italiano († 1945)
- 1921 - Georges Brassens, cantautore, poeta e attore francese († 1981)
- 1921 - Francesco Cergoli, calciatore e allenatore di calcio italiano († 2000)
- 1921 - John Field, ballerino e direttore artistico britannico († 1991)
- 1921 - Cuthbert Sebastian, medico e politico nevisiano († 2017)
- 1921 - Franz Seitz Jr., produttore cinematografico, sceneggiatore e regista tedesco († 2006)
- 1921 - Czesław Słania, incisore polacco († 2005)
- 1922 - John Lester Hubbard Chafee, politico statunitense († 1999)
- 1922 - Pietro Salvatore Colombo, vescovo cattolico italiano († 1989)
- 1922 - Marvin Leonard Goldberger, fisico statunitense († 2014)
- 1922 - Mike Jarmoluk, giocatore di football americano statunitense († 2004)
- 1923 - Chris Alcaide, attore statunitense († 2004)
- 1923 - Mario Caciagli, calciatore e allenatore di calcio italiano († 1993)
- 1923 - Mario Gritti, calciatore italiano († 2013)
- 1923 - Samuel Khachikian, regista, produttore cinematografico e compositore iraniano († 2001)
- 1923 - Maud Mannoni, psicoanalista francese († 1998)
- 1923 - Pete Pihos, giocatore di football americano statunitense († 2011)
- 1923 - Bert Trautmann, allenatore di calcio e calciatore tedesco († 2013)
- 1923 - Eberhard Trumler, zoologo e etologo austriaco († 1991)
- 1924 - Annemarie in der Au, scrittrice, poetessa e giornalista tedesca († 1998)
- 1924 - Alfredo Filippini, scultore, pittore e illustratore italiano († 2020)
- 1924 - Bob Maes, politico belga
- 1924 - Dimităr Petrov, regista bulgaro († 2018)
- 1925 - Maurice Borrmans, islamista e presbitero francese († 2017)
- 1925 - Nevio Felicetti, politico italiano († 2015)
- 1925 - Sergio Flamigni, politico, scrittore e partigiano italiano
- 1925 - Slater Martin, cestista e allenatore di pallacanestro statunitense († 2012)
- 1925 - Murray Mendenhall, cestista e allenatore di pallacanestro statunitense († 2014)
- 1925 - Cesare Nay, dirigente sportivo, allenatore di calcio e calciatore italiano († 1994)
- 1925 - Robert Rauschenberg, artista e pittore statunitense († 2008)
- 1925 - Pini Segna, fumettista, pittore e partigiano italiano († 2012)
- 1926 - Cesco Magnolato, pittore e incisore italiano († 2022)
- 1926 - Gaspare Rodolico, medico italiano († 2006)
- 1927 - Óscar Furlong, cestista, tennista e allenatore di tennis argentino († 2018)
- 1927 - Igor' Michajlovič Makarov, ingegnere russo († 2013)
- 1927 - Gianni Rocca, giornalista italiano († 2006)
- 1928 - Dominic Behan, paroliere, scrittore e cantautore irlandese († 1989)
- 1928 - Nicola Cataldo, politico italiano († 2014)
- 1928 - Giacomino Curreno di Santa Maddalena, partigiano italiano († 1945)
- 1928 - Clare Fischer, pianista, compositore e arrangiatore statunitense († 2012)
- 1928 - Nelson Pereira dos Santos, regista, sceneggiatore e produttore cinematografico brasiliano († 2018)
- 1928 - Willy Rizzo, fotografo e designer italiano († 2013)
- 1928 - Walter Valentini, pittore, scultore e incisore italiano († 2022)
- 1929 - Luciano Ciancola, ciclista su strada italiano († 2011)
- 1929 - Patricia Elsener, tuffatrice statunitense († 2019)
- 1929 - Giorgio Gaslini, pianista, arrangiatore e compositore italiano († 2014)
- 1929 - Maria Isser, slittinista austriaca († 2011)
- 1929 - Lev Jašin, calciatore e hockeista su ghiaccio sovietico († 1990)
- 1929 - Dan Niculescu, cestista rumeno († 1999)
- 1930 - Estela Barnes de Carlotto, docente, politica e attivista argentina
- 1930 - Carlo Della Corte, scrittore italiano († 2000)
- 1930 - Boris Giuliano, militare italiano († 1979)
- 1930 - José Guardiola, cantante spagnolo († 2012)
- 1930 - Vilen Kaljuta, direttore della fotografia sovietico († 1999)
- 1930 - Franca Manenti Valli, architetto, storica dell'architettura e saggista italiana
- 1930 - Todor Veselinović, allenatore di calcio e calciatore jugoslavo († 2017)
- 1931 - Betty Clark, cestista statunitense († 2012)
- 1931 - Károly Ecser, sollevatore ungherese († 2005)
- 1931 - Virginiangelo Marabini, politico italiano († 2016)
- 1931 - Ann Rule, scrittrice e poliziotta statunitense († 2015)
- 1932 - Enrico Benelli, ex calciatore italiano
- 1932 - Vladimir Antonovič Ivaško, politico sovietico († 1994)
- 1932 - Gordon Jago, calciatore e allenatore di calcio britannico († 2025)
- 1932 - Tadeusz Kraus, calciatore e allenatore di calcio cecoslovacco († 2018)
- 1932 - Olmes Neri, calciatore e allenatore di calcio italiano († 2018)
- 1932 - Afewerk Tekle, artista etiope († 2012)
- 1933 - Pierluigi Lavagnino, pittore italiano († 1999)
- 1933 - Donald Peterson, ingegnere e astronauta statunitense († 2018)
- 1933 - Helmut Senekowitsch, allenatore di calcio e calciatore austriaco († 2007)
- 1934 - Zoltán Friedmanszky, calciatore ungherese († 2022)
- 1934 - Donald McIntyre, basso-baritono neozelandese
- 1934 - Andrzej Piątkowski, schermidore polacco († 2010)
- 1935 - David Andrews, regista e attore britannico
- 1935 - Delmas Howe, pittore statunitense
- 1935 - Maurilio Valpreda, ex calciatore italiano
- 1936 - John Blashford-Snell, ufficiale e esploratore britannico
- 1936 - Umberto Castiglionesi, fantino italiano († 2017)
- 1936 - Peter Cook, architetto inglese
- 1936 - Luigi Giavini, storico e scrittore italiano
- 1936 - Anton Schnyder, calciatore svizzero († 2023)
- 1936 - Bobby Seale, attivista statunitense
- 1936 - Domenico Serafino, ex arbitro di calcio italiano
- 1937 - Enzo Cerusico, attore e cantante italiano († 1991)
- 1937 - Joe Cilia, allenatore di calcio e calciatore maltese († 2017)
- 1937 - Charles Debbasch, giurista e politico francese († 2022)
- 1937 - Kader Khan, attore e sceneggiatore indiano († 2018)
- 1937 - Alan Ladd Jr., produttore cinematografico statunitense († 2022)
- 1937 - Boris Midney, compositore e produttore discografico sovietico
- 1937 - Sergio Montanari, montatore italiano († 1999)
- 1937 - Hans Heinrich Schmid, teologo svizzero († 2014)
- 1937 - Luigi Viviani, politico italiano
- 1938 - Juca Chaves, cantante, scrittore e umorista brasiliano († 2023)
- 1938 - George N. Gillett Jr., imprenditore statunitense
- 1938 - Alan Gilzean, calciatore scozzese († 2018)
- 1938 - Derek Jacobi, attore e regista teatrale britannico
- 1938 - Christopher Lloyd, attore statunitense
- 1938 - Bill McDonald, ex cestista canadese
- 1938 - Bob McNeill, ex cestista statunitense
- 1938 - Antonio Oviedo, calciatore e allenatore di calcio spagnolo († 2022)
- 1939 - Luis Armendáriz, cestista argentino († 2024)
- 1939 - Mario Bonczuk, ex calciatore argentino
- 1939 - Joaquim Chissano, politico mozambicano
- 1939 - George Cohen, calciatore inglese († 2022)
- 1939 - Jean-Pierre Desthuilliers, poeta francese († 2013)
- 1939 - Carlos Hernández, pugile venezuelano († 2016)
- 1939 - John Kirby, avvocato statunitense († 2019)
- 1939 - Susumu Kurobe, attore giapponese
- 1939 - Giuseppe Carlo Marino, storico italiano († 2024)
- 1939 - Suzy McKee Charnas, scrittrice e giornalista statunitense († 2023)
- 1939 - Tony Roberts, attore statunitense († 2025)
- 1940 - Salvatore Russo, scenografo e costumista italiano
- 1940 - Franco Talò, cantante italiano
- 1940 - Henryk Trębicki, sollevatore polacco († 1996)
- 1941 - Evaristo Carvalho, politico saotomense († 2022)
- 1941 - Stanley Mazor, matematico e informatico statunitense
- 1941 - Onofrio Pirrotta, giornalista italiano († 2012)
- 1941 - Cosimo Quarta, filosofo italiano († 2016)
- 1941 - Rosalyn Terborg-Penn, scrittrice e storica statunitense († 2018)
- 1942 - Bruno Buchberger, matematico austriaco
- 1942 - Lyle Campbell, linguista statunitense
- 1942 - Giancarlo Ferrari, arciere italiano
- 1942 - Bobby Fuller, cantante e chitarrista statunitense († 1966)
- 1942 - Annette Funicello, attrice e cantante statunitense († 2013)
- 1942 - Formose Gilles, ex calciatore haitiano
- 1942 - Gérard Joseph, ex calciatore haitiano
- 1942 - Guido Mandracci, pilota motociclistico italiano († 2000)
- 1942 - Pedro Morales, wrestler portoricano († 2019)
- 1942 - Gregory Nagy, grecista e filologo classico ungherese
- 1942 - Cristiano di Rosenborg, conte danese († 2013)
- 1942 - Vito Savino, magistrato e politico italiano
- 1942 - Alin Savu, ex cestista rumeno
- 1943 - Jan de Bont, direttore della fotografia, regista e produttore cinematografico olandese
- 1943 - Tito Bottà, politico italiano († 2015)
- 1943 - Bad News Brown, judoka e wrestler statunitense († 2007)
- 1943 - Annamaria Cancellieri, funzionaria e prefetto italiana
- 1943 - Catherine E. Coulson, attrice e scenografa statunitense († 2015)
- 1943 - Catherine Deneuve, attrice, attivista e produttrice cinematografica francese
- 1943 - Urszula Dudziak, cantante polacca
- 1943 - Aleksandr Abramovič Kabakov, scrittore e pubblicista russo († 2020)
- 1943 - Wolfgang Thierse, politico tedesco
- 1943 - Paul Zukofsky, violinista e insegnante statunitense († 2017)
- 1944 - Doris Kunstmann, attrice tedesca
- 1944 - Raoul Lambert, ex calciatore belga
- 1944 - Paul Reaney, ex calciatore inglese
- 1944 - Giulio Sega, ex calciatore italiano
- 1944 - Nicola Tribuiani, allenatore di calcio italiano
- 1944 - John Wetzel, ex cestista e allenatore di pallacanestro statunitense
- 1944 - Francesco de Notaris, politico e giornalista italiano († 2021)
- 1945 - Bill Apter, giornalista e fotografo statunitense
- 1945 - Marcello Crivellini, politico italiano
- 1945 - Lillian Dube, attrice sudafricana
- 1945 - Renato Galeazzi, medico e politico italiano
- 1945 - Larisa Judina, giornalista russa († 1998)
- 1945 - Ken Narita, cantante giapponese († 2018)
- 1945 - Sheila Sherwood, ex lunghista britannica
- 1945 - Leslie West, cantante e chitarrista statunitense († 2020)
- 1946 - Mike Butler, cestista statunitense († 2018)
- 1946 - Mario Cavatore, scrittore italiano († 2018)
- 1946 - Elizabeth Connell, soprano e mezzosoprano sudafricano († 2012)
- 1946 - Mario Corti, dirigente d'azienda svizzero
- 1946 - Enrico Demetz, ex sciatore alpino italiano
- 1946 - Catherine Ferrar, attrice statunitense
- 1946 - Richard McGonagle, attore e doppiatore statunitense
- 1946 - Roger A. Pielke, meteorologo statunitense
- 1946 - Robertino, cantante italiano
- 1946 - José Álvarez Huerta, ex calciatore spagnolo
- 1947 - Haley Barbour, politico e avvocato statunitense
- 1947 - Frank Barton, ex calciatore inglese
- 1947 - Eleonora Bergman, storica dell'architettura polacca
- 1947 - Porkchop Cash, ex wrestler statunitense
- 1947 - Godfrey Chitalu, calciatore e allenatore di calcio zambiano († 1993)
- 1947 - Deepak Chopra, scrittore e medico indiano
- 1947 - Hugh N. Kennedy, islamista inglese
- 1947 - Mauro Paissan, politico e giornalista italiano
- 1948 - Håkon Austbø, pianista norvegese
- 1948 - Christopher Curry, attore statunitense
- 1948 - Lynette Fromme, criminale statunitense
- 1948 - Dennis Gassner, scenografo canadese
- 1948 - Miran Gašperšič, ex sciatore alpino jugoslavo
- 1948 - Anton Gill, scrittore britannico
- 1948 - Pierre Lartigue, ex pilota di rally francese
- 1948 - Debbie Macomber, scrittrice statunitense
- 1948 - Gianpietro Marchetti, ex calciatore e dirigente sportivo italiano
- 1948 - John Peterson, ex lottatore statunitense
- 1948 - Paola Severino, avvocata e politica italiana
- 1949 - Stiv Bators, cantante e chitarrista statunitense († 1990)
- 1949 - Salvatore Bonetti, ex rugbista a 15 italiano
- 1949 - Antonello Cabras, politico italiano
- 1949 - Yves-Marie Vérove, cestista e allenatore di pallacanestro francese († 2022)
- 1949 - Arsène Wenger, dirigente sportivo francese
- 1949 - Roy Willner, ex calciatore statunitense
- 1950 - Michele D'Alto, criminale italiano († 1982)
- 1950 - Bill Owens, politico statunitense
- 1950 - Donald Ramotar, politico guyanese
- 1950 - Valerij Čikov, regista russo († 2017)
- 1951 - Dan Counce, ex calciatore statunitense
- 1951 - Filippo Destrieri, compositore, arrangiatore e tastierista italiano
- 1951 - Al Faber, ex cestista olandese
- 1951 - Nelsi Morais, ex calciatore brasiliano
- 1951 - Roberto Mozzini, ex calciatore italiano
- 1951 - Janet Young, ex tennista australiana
- 1952 - Julie Dash, produttrice cinematografica statunitense
- 1952 - Nel van Dijk, politica olandese
- 1952 - Mick Fairclough, ex calciatore irlandese
- 1952 - Jeff Goldblum, attore statunitense
- 1952 - John Howard, attore australiano
- 1952 - Lars Jonsson, pittore svedese
- 1952 - Gian Pietro Martinelli, ex calciatore italiano
- 1952 - Mircea Sandu, ex calciatore rumeno
- 1952 - Pedro Soto, ex calciatore messicano
- 1952 - Andrzej Supron, ex lottatore polacco
- 1952 - Yoshiki Tanaka, scrittore giapponese
- 1953 - Beniamino Donnici, politico italiano
- 1953 - Rino Genovese, filosofo, scrittore e editore italiano
- 1953 - Donald Martiny, artista statunitense
- 1953 - Guido Raimondi, ex magistrato italiano
- 1953 - Armando Torno, giornalista, saggista e conduttore radiofonico italiano
- 1954 - Randall Balmer, religioso e storico statunitense
- 1954 - Mark Crow, ex cestista statunitense
- 1954 - Carla Dunlap, ex culturista statunitense
- 1954 - Luigi Piras, allenatore di calcio e ex calciatore italiano
- 1955 - Harold Brazier, ex pugile statunitense
- 1955 - Aurelio Donato Candian, giurista italiano († 2008)
- 1955 - Bill Condon, regista e sceneggiatore statunitense
- 1955 - Roberta D'Angelo, cantautrice italiana
- 1955 - Michel Decastel, allenatore di calcio e ex calciatore svizzero
- 1955 - Antonio Genzano, ex calciatore italiano
- 1955 - Lothar Hause, allenatore di calcio e ex calciatore tedesco orientale
- 1955 - Viktor Zvjagincev, calciatore sovietico († 2022)
- 1956 - Jean-Charles Blais, pittore francese
- 1956 - Vivianne Blanlot, economista e politica cilena
- 1956 - Mark Dunn, scrittore statunitense
- 1956 - Howe Gelb, cantautore, musicista e produttore discografico statunitense
- 1956 - Philippe Le Guay, regista e sceneggiatore francese
- 1956 - Marco Lodoli, scrittore, giornalista e insegnante italiano
- 1957 - Dumitru Cipere, ex pugile rumeno
- 1957 - Massimo Della Valle, astrofisico italiano
- 1957 - Henry Lauterbach, ex lunghista tedesco
- 1957 - Gerd Nagel, ex altista tedesco
- 1957 - Pedrinho, procuratore sportivo e ex calciatore brasiliano
- 1957 - Pär Sundberg, attore svedese
- 1958 - Bobby Blotzer, batterista statunitense
- 1958 - Maritza Caballero, cestista cubana († 2021)
- 1958 - Virgil Donati, batterista australiano
- 1958 - Vittorio Gallinari, ex cestista italiano
- 1958 - Luizinho, ex calciatore brasiliano
- 1958 - Paolo Martinelli, vescovo cattolico italiano
- 1958 - Mariella Melon, cestista italiana († 2023)
- 1958 - Keena Turner, ex giocatore di football americano statunitense
- 1958 - Ramiro Vargas, ex calciatore boliviano
- 1959 - Todd Graff, attore, sceneggiatore e regista statunitense
- 1959 - Gustavo Guerrero, ex tennista argentino
- 1959 - Marc Lawrence, sceneggiatore, regista e produttore cinematografico statunitense
- 1959 - Lawrie Sanchez, allenatore di calcio e ex calciatore nordirlandese
- 1959 - Marc Shaiman, compositore statunitense
- 1959 - Arturo Stalteri, pianista, compositore e conduttore radiofonico italiano
- 1959 - Michel Vion, dirigente sportivo e ex sciatore alpino francese
- 1960 - Andrea Bellandi, arcivescovo cattolico italiano
- 1960 - Mark Falco, allenatore di calcio e ex calciatore inglese
- 1960 - Anna-Maria Fernández, ex tennista statunitense
- 1960 - Simon Goubert, batterista francese
- 1960 - Brewster Kahle, imprenditore, informatico e attivista statunitense
- 1960 - Cris Kirkwood, bassista statunitense
- 1960 - Silvio Paolucci, allenatore di calcio e ex calciatore italiano
- 1960 - Ed Repka, artista statunitense
- 1960 - Harri Toivonen, pilota automobilistico e pilota di rally finlandese
- 1961 - Stefano Cecchini, ex mezzofondista italiano
- 1961 - Andrea Guerra, compositore italiano
- 1961 - Mark Jones, ex calciatore inglese
- 1961 - Anton Josipović, ex pugile jugoslavo
- 1961 - Enrico Lisei, cantautore italiano
- 1961 - Stefano Nazzi, giornalista italiano
- 1961 - Todd Oldham, stilista e progettista statunitense
- 1961 - Barbara Potter, ex tennista statunitense
- 1961 - Robert Torti, attore statunitense
- 1961 - Giorgio Vale, terrorista italiano († 1982)
- 1961 - Dietmar Woidke, politico tedesco
- 1961 - John C. Wright, scrittore statunitense
- 1962 - Elena Cattaneo, farmacologa italiana
- 1962 - Dave Leworthy, allenatore di calcio e ex calciatore inglese
- 1962 - Claus-Steffen Mahnkopf, compositore e scrittore tedesco
- 1962 - Oleg Makarov, ex pattinatore artistico su ghiaccio sovietico
- 1962 - Bob Odenkirk, attore, comico e sceneggiatore statunitense
- 1962 - Peter Vanvelthoven, politico belga
- 1963 - Benedicte Adrian, cantante norvegese
- 1963 - Hervé Anselme, ex sciatore alpino francese
- 1963 - Brian Boitano, ex pattinatore artistico su ghiaccio statunitense
- 1963 - Andrejs Bondarenko, cestista lettone († 2002)
- 1963 - Sergej Machovikov, attore e regista sovietico
- 1963 - Moris Masetti, ex cestista italiano
- 1963 - Giorgia Passeri, conduttrice televisiva italiana
- 1963 - Lina Wolff, scrittrice svedese
- 1964 - Lionel Abelanski, attore francese
- 1964 - Roberta Felotti, ex nuotatrice italiana
- 1964 - Mick Hill, ex giavellottista britannico
- 1964 - César Kist, ex tennista brasiliano
- 1964 - Craig Levein, allenatore di calcio e ex calciatore scozzese
- 1964 - Roberto Martinelli, musicista, compositore e arrangiatore italiano
- 1964 - TobyMac, cantautore, rapper e produttore discografico statunitense
- 1964 - Paul McStay, ex calciatore scozzese
- 1964 - Zurab Noghaideli, politico georgiano
- 1964 - Dražen Petrović, cestista jugoslavo († 1993)
- 1965 - Théo Bloemen, ex calciatore e ex giocatore di calcio a 5 belga
- 1965 - Maurizio Campolo, pilota motonautico italiano
- 1965 - Marco Constantini, giocatore di curling italiano
- 1965 - Lotte Feder, cantante danese
- 1965 - Valeria Golino, attrice, regista e ex modella italiana
- 1965 - Hue Jackson, ex giocatore di football americano e allenatore di football americano statunitense
- 1965 - Alison Louise Kennedy, scrittrice britannica
- 1965 - Georges Lentz, compositore lussemburghese
- 1965 - Lindita Nikolla, politica albanese
- 1965 - Claude Moraes, politico britannico
- 1965 - Floria Sigismondi, fotografa, regista e scultrice italiana
- 1965 - Daniela Terreri, attrice italiana
- 1965 - Piotr Wiwczarek, cantautore, chitarrista e produttore discografico polacco
- 1966 - Jurij Arbačakov, ex pugile sovietico
- 1966 - Tat'jana Ovsienko, cantante russa
- 1966 - Vjačeslav Ross, regista sovietico
- 1966 - Mark Seagraves, allenatore di calcio e ex calciatore inglese
- 1966 - Luisa Todini, imprenditrice e ex politica italiana
- 1967 - Rui Correia, allenatore di calcio e ex calciatore portoghese
- 1967 - Kitu Gidwani, attrice indiana
- 1967 - Matjaž Jančič, ex calciatore sloveno
- 1967 - Ulrike Maier, sciatrice alpina austriaca († 1994)
- 1967 - Juan Martagón, ex calciatore spagnolo
- 1967 - Carlos Mencia, attore, comico e autore televisivo statunitense
- 1967 - Ana Beatriz Nogueira, attrice brasiliana
- 1967 - Hamid Rahmouni, ex calciatore algerino
- 1967 - Rita Guerra, cantante portoghese
- 1968 - Virginijus Baltušnikas, ex calciatore lituano
- 1968 - Shaggy, cantante e rapper giamaicano
- 1968 - Jay Johnston, attore e comico statunitense
- 1968 - Andrej Kobelev, ex calciatore e allenatore di calcio russo
- 1968 - Shelby Lynne, cantante statunitense
- 1968 - Daniela Panetta, cantante, compositrice e arrangiatrice italiana
- 1968 - Rayvon, cantante barbadiano
- 1968 - Héctor Rodríguez Peña, ex calciatore uruguaiano
- 1969 - Paulo António Alves, calciatore angolano († 2021)
- 1969 - Julio Borges, politico e avvocato venezuelano
- 1969 - Stuart Chatwood, musicista canadese
- 1969 - Spike Jonze, regista, sceneggiatore e attore statunitense
- 1969 - Jean-Crispin Kimbeni Ki Kanda, vescovo cattolico della Repubblica Democratica del Congo
- 1969 - Helmut Lotti, cantante e compositore belga
- 1969 - Nolé Marin, imprenditore e editore statunitense
- 1969 - Cesare Pagano, mafioso italiano
- 1969 - Daniele Sau, allenatore di calcio a 5 e ex giocatore di calcio a 5 italiano
- 1970 - Gabriel Amato, ex calciatore argentino
- 1970 - Winston Bogarde, allenatore di calcio e ex calciatore olandese
- 1970 - D'Lo Brown, wrestler statunitense
- 1970 - Steve Campbell, ex tennista statunitense
- 1970 - Reginald Cini, ex calciatore maltese
- 1970 - Sergej Gorjačev, generale russo († 2023)
- 1970 - Javier Milei, politico, economista e scrittore argentino
- 1970 - Jason Moore, regista statunitense
- 1970 - Christiaan Scholtz, ex rugbista a 15 sudafricano
- 1970 - Clyde Whitehead, ex calciatore maltese
- 1971 - Giovanni Calcagno, attore e regista teatrale italiano
- 1971 - Amanda Coetzer, ex tennista sudafricana
- 1971 - Kornél Dávid, ex cestista ungherese
- 1971 - Tomislav Erceg, procuratore sportivo e ex calciatore croato
- 1971 - Mitchell van der Gaag, allenatore di calcio e ex calciatore olandese
- 1971 - Enrico Galavotti, storico italiano
- 1971 - Scott Houghton, ex calciatore inglese
- 1971 - Jennifer Lee, regista, sceneggiatrice e produttrice cinematografica statunitense
- 1971 - Ilenia Malavasi, politica italiana
- 1971 - José Manuel Martínez, mezzofondista e maratoneta spagnolo
- 1971 - Anthony Miller, ex cestista statunitense
- 1971 - Patricio Noriega, ex rugbista a 15 e allenatore di rugby a 15 argentino
- 1971 - Shamo Quaye, calciatore ghanese († 1997)
- 1971 - Francesco Silvestro, politico italiano
- 1971 - Jorge Soares, allenatore di calcio e ex calciatore portoghese
- 1972 - Serge Blanc, ex calciatore francese
- 1972 - Saffron Burrows, attrice e modella britannica
- 1972 - Mike Elizondo, produttore discografico, bassista e tastierista statunitense
- 1972 - Kornél Fábry, vescovo cattolico ungherese
- 1972 - Alberto González, ex schermidore argentino
- 1972 - Zoran Kastel, allenatore di calcio e ex calciatore croato
- 1972 - Marc Kienle, dirigente sportivo, allenatore di calcio e ex calciatore tedesco
- 1972 - Anne-Lise Parisien, ex sciatrice alpina statunitense
- 1972 - Bechir Sahbani, ex calciatore tunisino
- 1972 - Darren Tate, disc-jockey inglese
- 1973 - Alessandro Belometti, pilota motociclistico italiano
- 1973 - Iōanna Chatzīiōannou, ex sollevatrice greca
- 1973 - Carmen Ejogo, attrice, conduttrice televisiva e musicista britannica
- 1973 - Essam Hamad Salem, allenatore di calcio e ex calciatore iracheno
- 1973 - Simon Mason, rugbista a 15 irlandese
- 1973 - Cándido Maya, schermidore cubano
- 1973 - Martina Miceli, ex pallanuotista e allenatrice di pallanuoto italiana
- 1973 - Andrés Palop, allenatore di calcio e ex calciatore spagnolo
- 1973 - Brandon Paulson, lottatore statunitense
- 1973 - Teresa Saponangelo, attrice italiana
- 1973 - Ichirō Suzuki, ex giocatore di baseball giapponese
- 1973 - Mark van der Zijden, ex nuotatore olandese
- 1974 - Sabina Began, attrice e ex modella tedesca
- 1974 - Leonard Bisaku, ex calciatore croato
- 1974 - Ervin Dragšič, allenatore di pallacanestro e ex cestista sloveno
- 1974 - Ariel González, ex calciatore argentino
- 1974 - Aimo Heilmann, ex nuotatore tedesco
- 1974 - Mirko Locatelli, regista e produttore cinematografico italiano († 2025)
- 1974 - Rogério Matias, ex calciatore portoghese
- 1974 - Jeff McInnis, ex cestista statunitense
- 1974 - Miroslav Šatan, ex hockeista su ghiaccio slovacco
- 1975 - Martín Cardetti, allenatore di calcio e ex calciatore argentino
- 1975 - Chartric Darby, ex giocatore di football americano statunitense
- 1975 - Jesse Tyler Ferguson, attore statunitense
- 1975 - Bora Gulari, velista statunitense
- 1975 - Patrick McHenry, politico statunitense
- 1975 - Bruno Ribeiro, allenatore di calcio e ex calciatore portoghese
- 1975 - Míchel Salgado, dirigente sportivo, allenatore di calcio e ex calciatore spagnolo
- 1976 - Aleksandr Abt, ex pattinatore artistico su ghiaccio russo
- 1976 - Luke Adams, marciatore australiano
- 1976 - Andrea Delmastro Delle Vedove, politico italiano
- 1976 - Sofia Domeij, ex biatleta e fondista svedese
- 1976 - Jon Foreman, cantautore statunitense
- 1976 - Kenneth Foster, statunitense
- 1976 - Javi Guerrero, ex calciatore e dirigente sportivo spagnolo
- 1976 - Ramil' Ibatullin, generale russo
- 1976 - Janet Lee, ex tennista taiwanese
- 1976 - Katalin Partics, pentatleta ungherese
- 1976 - Brad Stevens, dirigente sportivo statunitense
- 1976 - Filip Tapalović, allenatore di calcio e ex calciatore croato
- 1976 - Laidback Luke, disc jockey e produttore discografico olandese
- 1977 - Adrián Berbia, ex calciatore uruguaiano
- 1977 - Gabriele Gardel, pilota automobilistico svizzero
- 1977 - Tugan Sochiev, direttore d'orchestra russo
- 1977 - Roland Varga, discobolo ungherese
- 1977 - Walter Villalba, ex giocatore di calcio a 5 paraguaiano
- 1978 - Christoffer Andersson, allenatore di calcio e ex calciatore svedese
- 1978 - Danny Cowley, allenatore di calcio inglese
- 1978 - Ignacio Fernández Rouyet, allenatore di rugby a 15 e ex rugbista a 15 argentino
- 1978 - Formiga, ex giocatore di calcio a 5 portoghese
- 1978 - Dion Glover, ex cestista e allenatore di pallacanestro statunitense
- 1978 - Martin Kroisleitner, allenatore di sci alpino e ex sciatore alpino austriaco
- 1978 - Ricardo Monasterio, nuotatore venezuelano
- 1978 - Julien Nsengiyumva, ex calciatore ruandese
- 1978 - Chaswe Nsofwa, calciatore zambiano († 2007)
- 1978 - Seo Deok-kyu, ex calciatore sudcoreano
- 1978 - Zuzanna Szadkowski, attrice polacca
- 1979 - Kentarō Azuma, ex giocatore di football americano giapponese
- 1979 - Michele Bacis, allenatore di calcio e ex calciatore italiano
- 1979 - Fredrik Björck, ex calciatore svedese
- 1979 - Tony Bobbitt, ex cestista statunitense
- 1979 - Kermit Cintron, pugile portoricano
- 1979 - Deivid, allenatore di calcio e ex calciatore brasiliano
- 1979 - Tony Denman, attore statunitense
- 1979 - Doniéber Alexander Marangon, imprenditore e ex calciatore brasiliano
- 1979 - Ibrahima Faye, ex calciatore senegalese
- 1979 - Ben Gillies, musicista australiano
- 1979 - Jannero Pargo, ex cestista e allenatore di pallacanestro statunitense
- 1980 - Luke O'Donnell, rugbista a 13 australiano
- 1980 - Darel Russell, ex calciatore inglese
- 1981 - John Boyd, attore statunitense
- 1981 - Lisa D'Amato, modella, artista e personaggio televisivo statunitense
- 1981 - Michael Fishman, attore statunitense
- 1981 - Severija Janušauskaitė, attrice lituana
- 1981 - Olivier Pla, pilota automobilistico francese
- 1981 - Guilherme Weisheimer, ex calciatore brasiliano
- 1982 - Valentin Badea, ex calciatore rumeno
- 1982 - Brian Bixler, ex giocatore di baseball statunitense
- 1982 - Robinson Canó, giocatore di baseball dominicano
- 1982 - Daniel Cuello, fumettista e illustratore italiano
- 1982 - Melinda Czink, ex tennista ungherese
- 1982 - Maddalena Ferrara, attrice e modella italiana
- 1982 - Oleksandr Kučer, allenatore di calcio e ex calciatore ucraino
- 1982 - Ling Jie, ex ginnasta cinese
- 1982 - Rio Matsumoto, attrice, modella e stilista giapponese
- 1982 - Heath Miller, ex giocatore di football americano statunitense
- 1982 - Daniel Nardiello, ex calciatore gallese
- 1982 - Darren O'Day, giocatore di baseball statunitense
- 1982 - Mark Renshaw, ex ciclista su strada e pistard australiano
- 1982 - Carlos Torres, giocatore di baseball statunitense
- 1982 - Bilal Velija, ex calciatore macedone
- 1983 - David Barlow, ex cestista e allenatore di pallacanestro australiano
- 1983 - Gabriele Di Iorio, pallanuotista italiano
- 1983 - Mark Fotheringham, allenatore di calcio e calciatore scozzese
- 1983 - Giovanni Gasparro, pittore, incisore e scenografo italiano
- 1983 - Plan B, cantante, rapper e attore britannico
- 1983 - Je-Vaughn Watson, ex calciatore giamaicano
- 1983 - Pekka Tuokkola, ex hockeista su ghiaccio finlandese
- 1983 - Taya Valkyrie, wrestler canadese
- 1983 - Nicolas Vallar, calciatore francese
- 1984 - Horacio Agulla, rugbista a 15 argentino
- 1984 - Dmitri Flis, cestista russo
- 1984 - Elizabeth Friedman, attrice statunitense
- 1984 - Franz Göring, ex fondista tedesco
- 1984 - Lee Ho, calciatore sudcoreano
- 1984 - Aleksander Lichodzijewski, ex cestista e allenatore di pallacanestro polacco
- 1984 - Vitus Lüönd, allenatore di sci alpino e ex sciatore alpino svizzero
- 1984 - Aleks Marić, allenatore di pallacanestro e ex cestista australiano
- 1984 - Luca Marinelli, attore italiano
- 1984 - Antti Pihlström, hockeista su ghiaccio finlandese
- 1984 - Cheikh Samb, ex cestista senegalese
- 1984 - Mikkel Thygesen, ex calciatore danese
- 1984 - Paola Zangirolami, ex rugbista a 15 italiana
- 1985 - Reuben Ayarna, ex calciatore ghanese
- 1985 - Shahnez Boushaki, ex cestista algerina
- 1985 - Balamir Emren, attore turco
- 1985 - Sabrina Esposito, lottatrice italiana
- 1985 - Feng Xiaoting, ex calciatore cinese
- 1985 - Hadise, cantante e conduttrice televisiva belga
- 1985 - Shannon Lynn, calciatrice scozzese
- 1985 - Kristýna Pastulová, pallavolista ceca
- 1985 - Alina Alekseevna Somova, ballerina russa
- 1985 - Manpei Takagi, attore giapponese
- 1985 - Shinpei Takagi, attore giapponese
- 1985 - Luca Vecchi, attore, regista e sceneggiatore italiano
- 1985 - Deontay Wilder, pugile statunitense
- 1986 - Murat Akın, dirigente sportivo e ex calciatore turco
- 1986 - Hugo Bargas, calciatore francese
- 1986 - Abdelfettah Boukhriss, calciatore marocchino
- 1986 - Laure Boulleau, ex calciatrice francese
- 1986 - Jimmy Bulus, ex calciatore nigerino
- 1986 - Irene Dionisio, regista e sceneggiatrice italiana
- 1986 - Paul Dixon, calciatore scozzese
- 1986 - Shaun Francis, ex calciatore giamaicano
- 1986 - Kyle Gallner, attore statunitense
- 1986 - José Granados, calciatore venezuelano
- 1986 - Marlène Harnois, taekwondoka canadese
- 1986 - Kelly Jampu, calciatore papuano
- 1986 - Stefanie Karg, ex pallavolista tedesca
- 1986 - Lajos Kürthy, pesista e discobolo ungherese
- 1986 - Mama Marjas, cantante italiana
- 1986 - Ștefan Radu, ex calciatore rumeno
- 1986 - Chris Rusin, giocatore di baseball statunitense
- 1986 - Akihiro Satō, ex calciatore giapponese
- 1986 - Lennart Stekelenburg, ex nuotatore olandese
- 1986 - Welliton, ex calciatore brasiliano
- 1987 - Élodie Embony, velocista malgascia
- 1987 - Tiki Gelana, maratoneta etiope
- 1987 - Mikkel Hansen, ex pallamanista danese
- 1987 - Donny Montell, cantante lituano
- 1987 - Park Ha-sun, attrice sudcoreana
- 1987 - Joy Saltarelli, doppiatrice italiana
- 1987 - Hassan Sesay, calciatore sierraleonese
- 1987 - Viliamu Vaofanua, calciatore samoano americano
- 1987 - Reen Yu, attrice e modella taiwanese
- 1988 - Sarah Barrow, tuffatrice britannica
- 1988 - Marqus Blakely, ex cestista statunitense
- 1988 - Antoinette Borg, cestista maltese
- 1988 - Thiago Pinto Borges, calciatore brasiliano
- 1988 - Farès Brahimi, ex calciatore algerino
- 1988 - Parineeti Chopra, attrice indiana
- 1988 - Katherine David, modella boliviana
- 1988 - Aykut Demir, calciatore turco
- 1988 - Ross Draper, calciatore inglese
- 1988 - Guilherme Milhomem Gusmão, ex calciatore brasiliano
- 1988 - Corey Hawkins, attore statunitense
- 1988 - Mladen Kocić, giocatore di calcio a 5 serbo
- 1988 - Bogi Løkin, calciatore faroese
- 1988 - Matteo Mandorlini, calciatore italiano
- 1988 - Billy McKay, calciatore nordirlandese
- 1988 - Ilse van der Meijden, pallanuotista olandese
- 1988 - Fausto Montero, calciatore argentino
- 1988 - Muarem Muarem, ex calciatore macedone
- 1988 - Veronica Puccio, doppiatrice italiana
- 1988 - Claudio Ramiadamanana, ex calciatore malgascio
- 1988 - Sharon Rooney, attrice britannica
- 1988 - Alfred Sankoh, ex calciatore sierraleonese
- 1988 - Adilson Tavares Varela, ex calciatore capoverdiano
- 1988 - Alisa Vetterlein, ex calciatrice tedesca
- 1988 - Chris Warren, cestista statunitense
- 1989 - Davide Bozzetto, cestista italiano
- 1989 - Chantal van den Broek-Blaak, ex ciclista su strada olandese
- 1989 - Piero Codia, ex nuotatore italiano
- 1989 - JPEGMafia, rapper e produttore discografico statunitense
- 1989 - LaMichael James, giocatore di football americano statunitense
- 1989 - Jonathan Kodjia, calciatore francese
- 1989 - Omar Koroma, ex calciatore gambiano
- 1989 - Nour Mansour, calciatore libanese
- 1989 - Amit Simhon, cestista israeliano
- 1989 - Omar Visintin, snowboarder italiano
- 1989 - Willie Warren, cestista statunitense
- 1989 - Muhammad Wilkerson, giocatore di football americano statunitense
- 1989 - Ilïyas Ämirseýitov, calciatore kazako
- 1990 - David Blacha, ex calciatore polacco
- 1990 - Mariana di Girolamo, attrice cilena
- 1990 - Ashley Fiolek, ex pilota motociclistica statunitense
- 1990 - Nicolás Francella, attore e produttore cinematografico argentino
- 1990 - Jamie George, rugbista a 15 britannico
- 1990 - Eduardo Hernández, pallavolista portoricano
- 1990 - Filip Jazvić, calciatore croato
- 1990 - Jonathan Lipnicki, attore statunitense
- 1990 - Paul McGinn, calciatore scozzese
- 1990 - Jasmin Mecinoviḱ, calciatore macedone
- 1990 - Jade Moore, calciatrice britannica
- 1990 - Silvia Nietante, calciatrice italiana
- 1990 - Kire Ristevski, calciatore macedone
- 1990 - Dylan Scott, cantante statunitense
- 1990 - David Savard, hockeista su ghiaccio canadese
- 1991 - Lawrence Alexander, ex cestista statunitense
- 1991 - Robert Arboleda, calciatore ecuadoriano
- 1991 - Paolo Ciavarro, conduttore televisivo e personaggio televisivo italiano
- 1991 - Martín Comachi, calciatore argentino
- 1991 - C.J. Fiedorowicz, giocatore di football americano statunitense
- 1991 - Ariel Matías García, calciatore argentino
- 1991 - Başak Gümülcinelioğlu, attrice, architetta e cantante turca
- 1991 - Jennylee Martínez, pallavolista portoricana
- 1991 - Juha Pirinen, calciatore finlandese
- 1991 - Marlou van Rhijn, atleta paralimpica e ex nuotatrice olandese
- 1991 - Levi Sherwood, pilota motociclistico neozelandese
- 1991 - Paula Usero, attrice e modella spagnola
- 1991 - Tyler Werry, ex sciatore alpino canadese
- 1991 - Sibel Şişman, attrice turca
- 1992 - 21 Savage, rapper e produttore discografico britannico
- 1992 - William Barbio, calciatore brasiliano
- 1992 - Arnas Butkevičius, cestista lituano
- 1992 - Khassa Camara, calciatore francese
- 1992 - Nnanna Egwu, ex cestista nigeriano
- 1992 - Carrie Hope Fletcher, attrice teatrale britannica
- 1992 - Caolan Lavery, ex calciatore nordirlandese
- 1992 - Samantha Logic, cestista statunitense
- 1992 - Christoph Monschein, calciatore austriaco
- 1992 - Solomon Mutai, maratoneta ugandese
- 1992 - Moses Oloya, calciatore ugandese
- 1992 - Rubén Pardo, calciatore spagnolo
- 1992 - Daniel Pinillos, calciatore spagnolo
- 1992 - Honey Cocaine, rapper canadese
- 1992 - Jon-Helge Tveita, calciatore norvegese
- 1992 - Sofia Vassilieva, attrice, modella e doppiatrice statunitense
- 1993 - Gaël Bigirimana, calciatore burundese
- 1993 - Jonathan Bullard, giocatore di football americano statunitense
- 1993 - Jana Dem'jančuk, ginnasta ucraina
- 1993 - Mario Engels, calciatore tedesco
- 1993 - Andrew Hoole, calciatore australiano
- 1993 - Jairo Izquierdo, calciatore spagnolo
- 1993 - Milan Katić, pallavolista serbo
- 1993 - Carlos Knight, attore statunitense
- 1993 - Charalampos Lykogiannīs, calciatore greco
- 1993 - Calum Puttergill, tennista australiano
- 1993 - Il'ja Semikov, fondista russo
- 1993 - Jakub Vojtuš, calciatore slovacco
- 1994 - Felix Baldauf, lottatore norvegese
- 1994 - Michael Brake, canottiere neozelandese
- 1994 - Corbin Burnes, giocatore di baseball statunitense
- 1994 - Nicolò Cerbo, ex sciatore alpino italiano
- 1994 - Markel Crawford, cestista statunitense
- 1994 - Moustafa Kejo, cestista egiziano
- 1994 - Hannah Köck, ex sciatrice alpina austriaca
- 1994 - Aksel Nõmmela, ex ciclista su strada estone
- 1994 - Chiara Pasqualini, calciatrice italiana
- 1994 - Kaveri Priyam, attrice indiana
- 1994 - Alberta Santuccio, schermitrice italiana
- 1994 - Floris Versteeg, cestista olandese
- 1995 - Alessandro Cappelletti, cestista italiano
- 1995 - Chen Aisen, tuffatore cinese
- 1995 - Rubén Guerrero, cestista spagnolo
- 1995 - Arno Kamminga, nuotatore olandese
- 1995 - Dušan Radojević, giocatore di football americano serbo
- 1996 - Sarah Asahina, judoka giapponese
- 1996 - Cléber Bomfim de Jesus, calciatore brasiliano
- 1996 - José Correia, calciatore guineense
- 1996 - Nick Doodeman, calciatore olandese
- 1996 - Ṙobert Hakobyan, calciatore armeno
- 1996 - Mason Holgate, calciatore giamaicano
- 1996 - Jessica Hull, mezzofondista australiana
- 1996 - Pattadon Jan-Ngern, attore thailandese
- 1996 - B.I, rapper, cantautore e produttore discografico sudcoreano
- 1996 - Johannes Høsflot Klæbo, fondista norvegese
- 1996 - Assim Madibo, calciatore qatariota
- 1996 - Madison Mailey, canottiera canadese
- 1996 - Matías Nahuel, calciatore argentino
- 1996 - Takuma Nishimura, calciatore giapponese
- 1996 - Tatsuhiro Sakamoto, calciatore giapponese
- 1996 - Andrés Villarreal, tuffatore messicano
- 1997 - Fauve Bastiaenssen, ciclocrossista, ciclista su strada e ex cestista belga
- 1997 - Manu Fuster, calciatore spagnolo
- 1997 - Wenderson Galeno, calciatore brasiliano
- 1997 - Eli Iserbyt, ciclocrossista e ciclista su strada belga
- 1997 - Žiga Jelar, saltatore con gli sci sloveno
- 1997 - Jodi Jones, calciatore maltese
- 1997 - Max Kanter, ciclista su strada e pistard tedesco
- 1997 - Ahmad Khalife, giocatore di football americano tedesco
- 1997 - Joe Rodon, calciatore gallese
- 1997 - Antoine Wesley, giocatore di football americano statunitense
- 1998 - Diego Abella, calciatore messicano
- 1998 - Ike Anigbogu, cestista statunitense
- 1998 - Óscar Arribas, calciatore spagnolo
- 1998 - Ianis Hagi, calciatore rumeno
- 1998 - Marcus Jones, giocatore di football americano statunitense
- 1998 - Tobias Krick, pallavolista tedesco
- 1998 - Paige Madden, nuotatrice statunitense
- 1998 - Charles Manning, cestista statunitense
- 1998 - Kelani Jordan, wrestler e ex ginnasta statunitense
- 1998 - Colbey Ross, cestista statunitense
- 1998 - Théo Sainte-Luce, calciatore francese
- 1998 - Görkem Sağlam, calciatore tedesco
- 1998 - Harry Souttar, calciatore scozzese
- 1998 - Johan Vásquez, calciatore messicano
- 1998 - Roddy Ricch, rapper, cantautore e produttore discografico statunitense
- 1999 - Daniel Babor, pistard e ciclista su strada ceco
- 1999 - Aurora De Rita, calciatrice italiana
- 1999 - Ella Halvarsson, biatleta svedese
- 1999 - Leonel Picco, calciatore argentino
- 1999 - Jalen Pickett, cestista statunitense
- 1999 - Francesco Porco, tuffatore italiano
- 1999 - Jay Rich-Baghuelou, calciatore australiano
- 1999 - Albert Sambi Lokonga, calciatore belga
- 1999 - Jalen Slawson, cestista statunitense
- 1999 - Jakob Thordsen, canoista tedesco
- 1999 - Jordan Williams, calciatore inglese
- 2000 - Brenden Aaronson, calciatore statunitense
- 2000 - Baby Keem, rapper, cantautore e produttore discografico statunitense
- 2000 - Michal Fukala, calciatore ceco
- 2000 - Jaquelin Roy, giocatore di football americano statunitense
- 2000 - Taha Şahin, calciatore turco

## XXI secolo(19)
- 2001 - Brian Branch, giocatore di football americano statunitense
- 2001 - Santiago Hezze, calciatore argentino
- 2001 - Jo Yu-ri, cantautrice e attrice sudcoreana
- 2001 - Connor Murphy, triplista australiano
- 2001 - Mateo Pellegrino, calciatore argentino
- 2001 - Triantafyllos Tsapras, calciatore greco
- 2002 - Thierno Barry, calciatore francese
- 2002 - Gea Dall'Orto, attrice italiana
- 2002 - TreVeyon Henderson, giocatore di football americano statunitense
- 2002 - Johann Lepenant, calciatore francese
- 2002 - Giulio Lombardi, schermidore italiano
- 2002 - Ramón Martínez, calciatore spagnolo
- 2003 - Nicole Arcangeli, calciatrice italiana
- 2003 - Charles Ondo, calciatore spagnolo
- 2003 - Petter Nosakhare Dahl, calciatore norvegese
- 2004 - Victor Andersson, calciatore svedese
- 2004 - Stefan Bajčetić, calciatore spagnolo
- 2004 - Kauê Rodrigues Pessanha, calciatore brasiliano
- 2005 - Abdoul Ouattara, calciatore ivoriano